# Helena Pešatová
Helena Pešatová (* 13. února 1959) je česká politička a středoškolská pedagožka, od roku 2020 senátorka za obvod č. 69 – Frýdek-Místek, od roku 2010 starostka města Frýdlant nad Ostravicí na Frýdecko-Místecku, nestranička za hnutí STAN.

## Život
V letech 1973 až 1977 vystudovala Gymnázium Petra Bezruče ve Frýdku-Místku a následně v letech 1977 až 1982 obor matematika-chemie na Přírodovědecké fakultě Univerzity Palackého v Olomouci.
Mezi roky 1982 a 2010 působila jako středoškolský pedagog Gymnázia Frýdlant nad Ostravicí.
Helena Pešatová žije ve městě Frýdlant nad Ostravicí na Frýdecko-Místecku, konkrétně v části Frýdlant.

## Politické působení
V komunálních volbách v roce 2006 byla jako nestranička za ODS zvolena zastupitelkou města Frýdlant nad Ostravicí. V letech 2006 až 2010 působila rovněž jako radní města. Ve volbách v roce 2010 mandát obhájila, a to opět jako nestranička za ODS. Dne 11. listopadu 2010 byla zvolena starostkou města. Od stejného roku působí jako předsedkyně zájmového sdružení Frýdlantsko-Beskydy a členka představenstva zájmového sdružení Region Beskydy.
Také ve volbách v roce 2014 byla nejprve zvolena zastupitelkou a v listopadu 2014 po druhé starostkou města, tentokrát však byla jakožto nezávislá lídryní uskupení "PRO FRÝDLANT". V roce 2015 se stala místopředsedkyní spolku MAS Frýdlantsko-Beskydy. Ve volbách v roce 2018 opět obhájila mandát zastupitelky jakožto nezávislá a lídryně uskupení "PRO FRÝDLANT" a na začátku listopadu 2018 se stala po třetí starostkou města.
V krajských volbách v roce 2016 kandidovala jako nestranička za hnutí STAN na společné kandidátce hnutí STAN a hnutí Ostravak do Zastupitelstva Moravskoslezského kraje, ale neuspěla. Také ve volbách do Poslanecké sněmovny PČR v roce 2017 kandidovala jako nestranička za hnutí STAN v Moravskoslezském kraji, avšak poslankyní se nestala.
Ve volbách do Senátu PČR v roce 2020 kandidovala jako nestranička za hnutí STAN v obvodu č. 69 – Frýdek-Místek. V prvním kole získala 20,71 % hlasů, a postoupila tak ze 2. místa do druhého kola, v němž porazila kandidáta KDU-ČSL a hnutí Naše Město F-M Jiřího Carbola poměrem hlasů 54,03 % : 45,96 %, a stala se tak senátorkou.
V Senátu je členkou Senátorského klubu Starostové a nezávislí, Výboru pro územní rozvoj, veřejnou správu a životní prostředí, Stálé komise Senátu pro krajany žijící v zahraničí, Stálé komise Senátu pro rozvoj venkova, je rovněž členkou Stálé delegace Parlamentu České republiky do Meziparlamentní unie.
V komunálních volbách v roce 2022 vedla ve Frýdlantu nad Ostravicí kandidátku sdružení nezávislých kandidátů „PRO FRÝDLANT“. Mandát zastupitelky města obhájila. Dne 19. října 2022 byla po čtvrté zvolena starostkou města.